# Гидрофторид аммония
Гидрофтори́д аммо́ния (в просторечии — бифторид аммония, аммоний фтористый кислый) — неорганическое соединение, кислая соль аммония и фтористоводородной кислоты с формулой NH4(HF2), бесцветные кристаллы, растворимые в воде. Ядовит.

## Получение
- Растворение аммиака в концентрированной плавиковой кислоте:

{\displaystyle {\mathsf {NH_{3}+2HF\ {\xrightarrow {}}\ NH_{4}(HF_{2})}}}
- Термическое разложение фторида аммония:

{\displaystyle {\mathsf {2NH_{4}F\ {\xrightarrow {}}\ NH_{4}(HF_{2})+NH_{3}\uparrow }}}
- Действием плавиковой кислотой на фторид аммония:

{\displaystyle {\mathsf {NH_{4}F+HF\ {\xrightarrow {}}\ 2NH_{4}(HF_{2})}}}

## Физические свойства
Гидрофторид аммония образует бесцветные кристаллы ромбической сингонии, пространственная группа P man, параметры ячейки a = 0,840 нм, b = 0,816 нм, c = 0,367 нм, Z = 4.
Хорошо растворяется в воде, не растворяется в этаноле и ацетоне.
Водные растворы имеют слабокислую реакцию из-за гидролиза.

## Химические свойства
- При нагревании разлагается:

{\displaystyle {\mathsf {NH_{4}(HF_{2})\ \xrightarrow {>238^{o}C} \ NH_{3}\uparrow +2HF\uparrow }}}
- Разлагается концентрированными кислотами:

{\displaystyle {\mathsf {NH_{4}(HF_{2})+H_{2}SO_{4}\ {\xrightarrow {}}\ NH_{4}HSO_{4}+2HF\uparrow }}}
- и щелочами:

{\displaystyle {\mathsf {NH_{4}(HF_{2})+2NaOH\ {\xrightarrow {100^{o}C}}\ NH_{3}\uparrow +2NaF+2H_{2}O}}}

## Применение
- Фторирующий агент.
- Компонент растворов для очистки котлов и труб.
- Компонент составов для травления полупроводников и некоторых металлов.
- Для травления и гравировки стекла, при матировании стекла химическим способом.
- Компонент очистки труб и промышленных котлов от ржавчины, для промывки нефтепроводов.
- Компонент для растворения отложений в нефтеносных скважинах и обработке призабойной зоны.
- Электролит при получении NF3

## Токсикология
- Гидрофторид аммония NH4(HF2) весьма ядовит, ПДК = 0,5 мг/м³.
- ЛД50 на крысах — 149 мг/кг.
- Пожаро- и взрывобезопасен.
- Является очень едким веществом.